# 1801 California Street

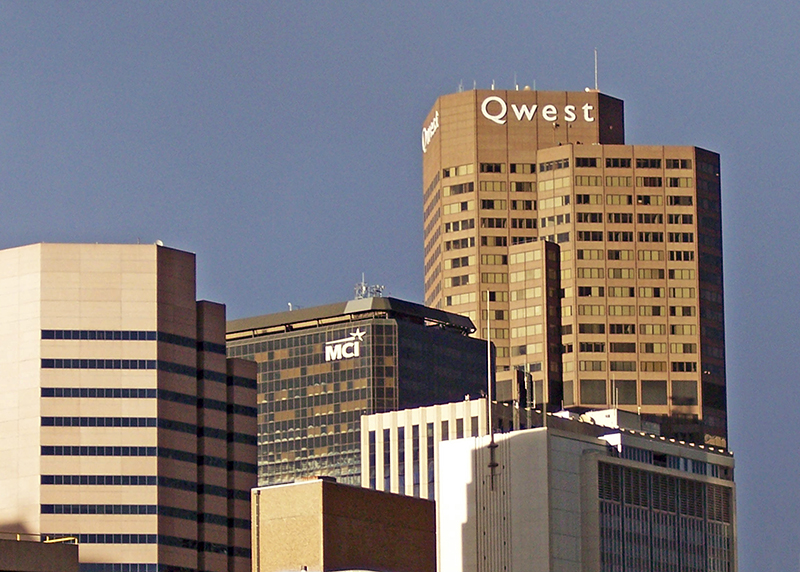
Blick auf das Gebäude

1801 California Street, auch bekannt als Qwest Tower, ist ein Wolkenkratzer in Denver, Colorado. Das 216 Meter hohe Gebäude wurde 1982 fertiggestellt, hat 53 Etagen und ist das zweithöchste Gebäude Denvers und Colorados und das 111-höchste der Vereinigten Staaten.
1801 California Street war zuvor von Büros von US West besetzt und diente danach als weltweites Hauptquartier von Qwest. Nachdem es im Jahre 1982 fertiggestellt wurde, war es bis 1984 das höchste Gebäude Denvers, aber das Gebäude musste diesen Titel an die Republic Plaza abgeben.